# 1850-ті

## Події

### Культура, культурне життя
- В Україні набуває поширення хлопоманство.
- 1850—1860-ті — у середовищі галицьких русинів стався розкол на дві партії, а потім і дві культурні громади — москвофілів і українофілів.

### Наука
- Опублікована теорія еволюції Дарвіна.

### Війни
- Повстання тайпінів • 2-га англо-бірманська • Турецько-чорногорська • Кримська • Франко-сенегальська • 2-га опіумна • Англо-перська • Повстання сипаїв • Ютська • 1-ша франко-в'єтнамська • Австро-італо-французька • Марокканська
- 1853—1856 — Кримська війна. Кількість жертв цієї війни в 750 тисяч осіб, що перевищує кількість жертв Громадянської війни в США. Після облоги, що тривала цілий рік, Севастополь, перетворений до того в справжню морську фортецю, упав у вересні 1855 року[1].